# Мокієвська-Зубок Людмила Наумівна
Людмила Наумівна Мокієвська-Зубок ( 1896, Чернігів — 9 березня 1919, Дебальцеве) — військова радянська діячка періоду громадянської війни 1917–1922 років, єдина в світі жінка-командир бронепоїзда.

## Життєпис
Народилась у Чернігові у сім'ї революціонера — народника, навчалася у приватній гімназії. Брала активну участь у революційному русі учнівської молоді.
Після закінчення гімназії їде до Петербурга. Восени 1917 за путівкою Петроградського Військово — революційного комітету прибуває в Україну, де працювала уповноваженим у продовольчих справах у Катеринославській губернії, на початку 1918 стала бійцем Червоної Армії.
У лютому 1918 сформувала команду бронепоїзду «3-й Брянський» та стала його комісаром. Воювала в Україні, на Царицинському фронті. Після ремонту бронепоїзд мав назву «Влада Радам!».
Під час евакуації Донецько-Криворізької республіки  бронепоїзд Мокієвської вчинив божевільний прорив німецької лінії наступу, завдяки чому оточений Раднарком Донецької республіки на чолі з Артемом зміг пробитися з Донбасу.
Загинула у березні 1919 в бою проти денікінців поблизу станції Дебальцеве. Похована у Куп'янську, де ім'я Людмили Мокієвської носить парк у центрі міста (раніше «Піонерський»), де стоїть пам'ятний обеліск з її барельєфом, її ім"я в радянський і пострадянський час носили школа і вулиця.